# Unguicularia diaphana
Unguicularia diaphana är en svampart som tillhör divisionen sporsäcksvampar, och som först beskrevs av Rehm, och fick sitt nu gällande namn av John Axel Nannfeldt. Unguicularia diaphana ingår i släktet Unguicularia, och familjen Hyaloscyphaceae. Arten är reproducerande i Sverige.